# Kloster Marienthal (Ahr)

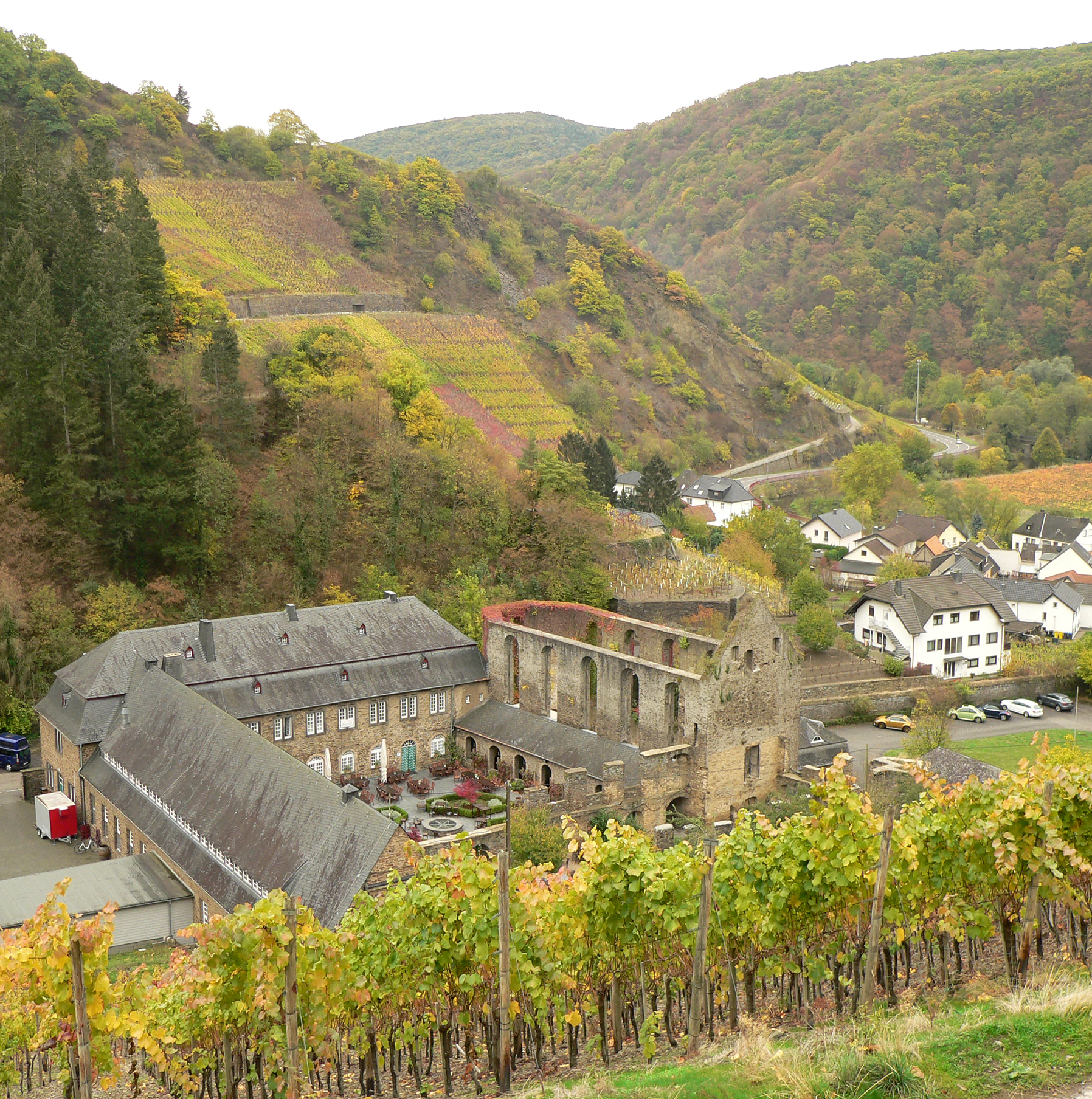
Kloster Marienthal und das Ahrtal

Das Kloster Marienthal ist ein ehemaliges Augustinerinnenkloster in Marienthal, einem Ortsteil von Dernau in Rheinland-Pfalz. Es wurde 1137 gegründet und ist das älteste Kloster des Ahrtals. Nach Zerstörungen im Dreißigjährigen Krieg wurde es wieder aufgebaut. Als Folge der Säkularisation Anfang des 19. Jahrhunderts unter Napoleon wurden die Klostergebäude 1811 auf Abbruch verkauft und zum Teil abgetragen. Erhalten haben sich die Ruine der gotischen Klosterkirche, einzelne Gebäudeteile und das Äbtissinnenhaus.

## Baubeschreibung

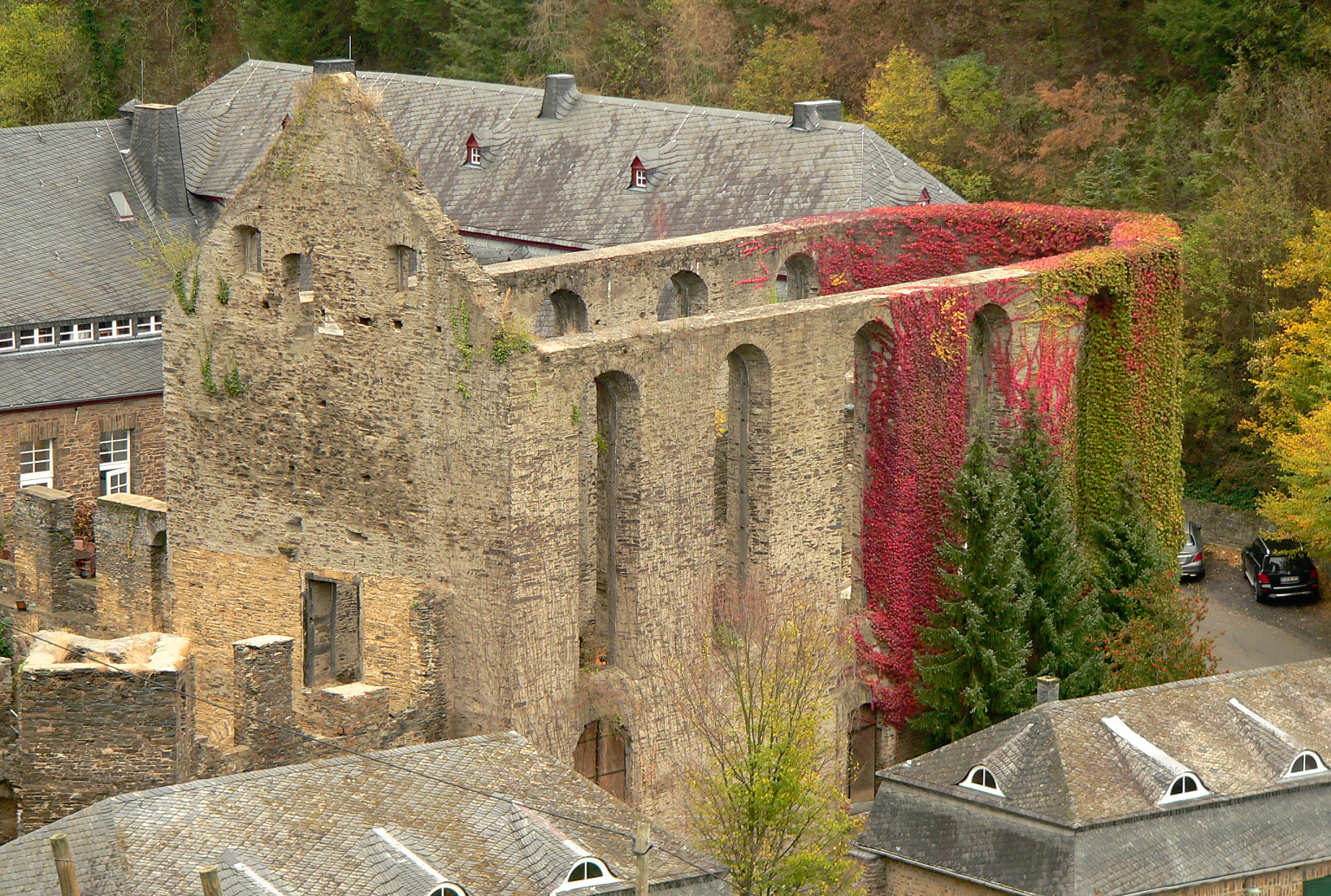
Ruine der Klosterkirche

Vom Kloster hat sich im Wesentlichen die barocke Klosterkirche als Ruine erhalten. Sie ist ein Langhaus mit hohen Lanzettfenstern und Rundapsis. Die Außenwände sind in weiten Teilen mit Efeu und Parthenocissus überwuchert. Sie wird heute als Veranstaltungsort genutzt. Vom Kloster haben sich außerdem Teile des Kreuzganges sowie der Ost- und Nordflügel und Außenmauerreste eines weiteren Gebäudeflügels erhalten, des Weiteren das Äbtissinnenhaus als ein 1762 im Rokokostil errichteter Gartenpavillon.
An die historischen Baureste wurden 1925 Gebäude der Weinbaudomäne Marienthal im Stil klösterlicher Klausurgebäude angesetzt. Dadurch entstand ein Innenhof, der heute gastronomisch genutzt wird. Von den historischen Gebäuden aus dem 12. Jahrhundert sind Tonnengewölbe erhalten und beherbergen heute einen Weinkeller. Unterhalb des Kreuzganges wurde 2012 ein Grabgewölbe entdeckt.

## Geschichte

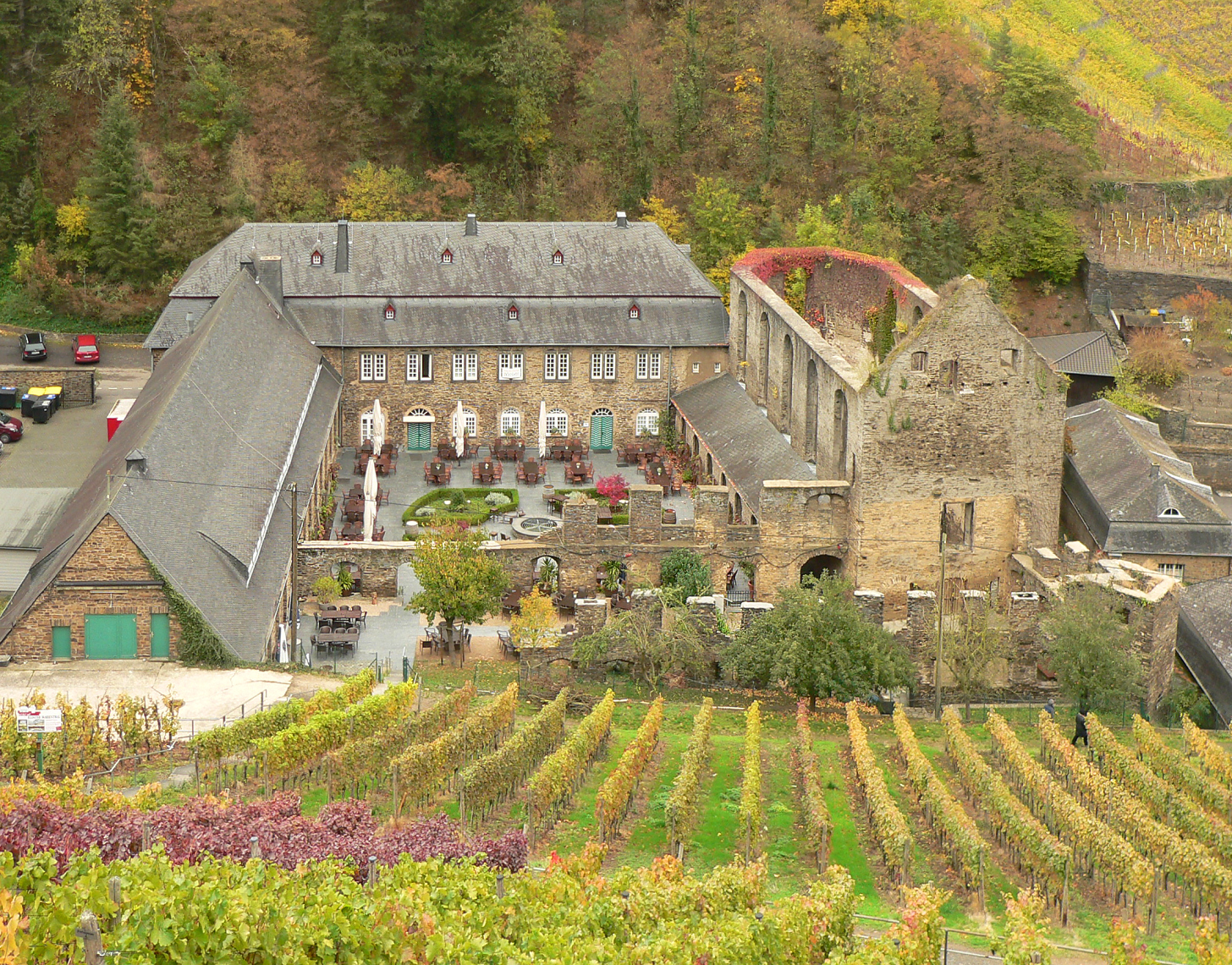
Kloster Marienthal mit Gebäuden der früheren Weinbaudomäne

Als Gründer des Klosters gilt der im benachbarten Mayschoß auf der Saffenburg residierende Adolf I. von Saffenberg. Er war wie sein Vater Vogt der Abtei Klosterrath in den heutigen Niederlanden.

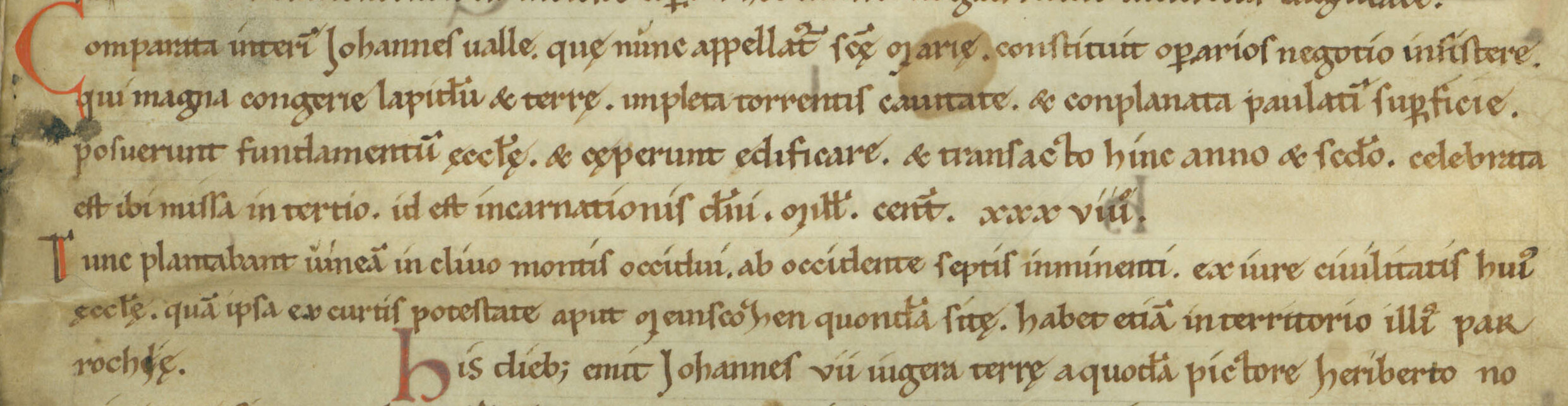
Ausschnitt aus den Annales Rodenses: Baubeginn des Klosters Marienthal (1137)

Im Jahr 1136 ermächtigte er die dortigen Augustinermönche, im Hubachtal an der Ahr ein Kloster zu errichten. Der Bach Hubach bildete die Ostgrenze der Herrschaft Saffenburg zu Ahrweiler. Das Tal war zu dieser Zeit noch bewaldet und unbewohnt. Nach Rodungsarbeiten wurde dort das Kloster erbaut. Im Jahr 1137 kamen 37 Augustinerinnen aus dem Klosterrather Mutterhaus und bezogen das als „Mariae vallis“ bezeichnete Kloster. 1138 feierte man die erste Messe und 1141 wurde die Klosterkirche vom Kölner Erzbischof Arnold I. geweiht. Nach spärlichen Hinweisen in den Annales Rodenses ist bekannt, dass es sieben Werkstätten, eine Brennerei, eine Bäckerei und ein Gästehaus gab.

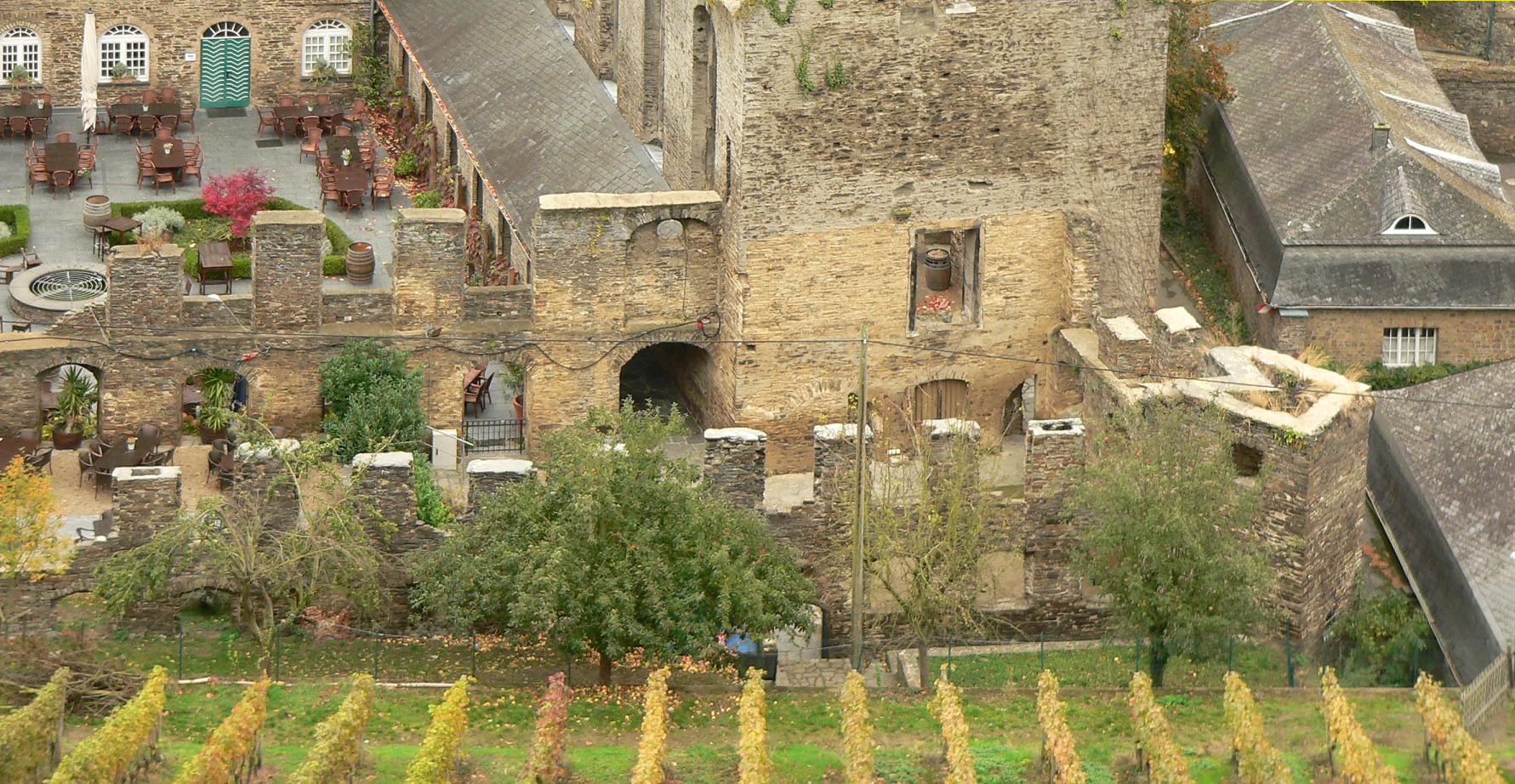
Außenmauern eines früheren Gebäudeflügels mit offenen Fensteröffnungen

1259 befreite der Kölner Erzbischof Konrad von Hochstaden das Kloster von Beiträgen zur Stadtbefestigung Ahrweiler. 1336 beschränkte der Kölner Erzbischof die Zahl der Nonnen auf 40. Kloster Marienthal war ein edles Kloster, denn die Augustinerinnen entstammten dem niederen Dienstadel der Grafen von Are, Are-Hochstaden und Saffenburg. Es wurde von einer Äbtissin geleitet, die als Fraw Meistersche oder lateinisch magistra für Meisterin bezeichnet wurde. Die Namen der Äbtissinnen sind seit 1613 überliefert. Durch Einzug von Schwestern aus dem Bonner Kloster Engeltal wurde das Marienthaler Kloster 1486 reformiert.
Während des Dreißigjährigen Krieges plünderten und beschädigten 1632 schwedische Truppen das Kloster, wobei das Klosterarchiv verloren ging. 1646 gegen Ende des Krieges geschah dies durch französische Truppen unter Marschall Henri de Turenne. Mit dem Wiederaufbau der Klosteranlage wurde 1699 begonnen. Nach der Besetzung des linken Rheinufers 1794 durch französische Revolutionstruppen flohen die Nonnen auf das rechte Rheinufer nach Arienheller. Im Jahre 1802 wurde das Kloster durch den französischen Staat säkularisiert und ab 1803 versteigert. Die Einrichtung der Klosterkirche kam in andere Klöster und Kirchen der Region. Zu diesem Zeitpunkt gehörten dem Kloster in Marienthal neben dem Gebäudebestand eine Mühle, zwei Gärten, drei Weingärten, einige Wiesen und 15 Morgen Land. In Ahrweiler bestand Besitz an einem halben Morgen Weinberg, in Dernau und Mayschoß waren es Äcker, Wiesen, ein Baumgarten und Anteile an der Weinernte. Darüber hinaus verpachtete das Kloster gegen Naturalien zahlreiche Ländereien und Höfe in der Umgegend. Die Klostergebäude wurden 1811 auf Abbruch veräußert und das Steinmaterial von der Bevölkerung für eigene Bauten weiterverwendet.

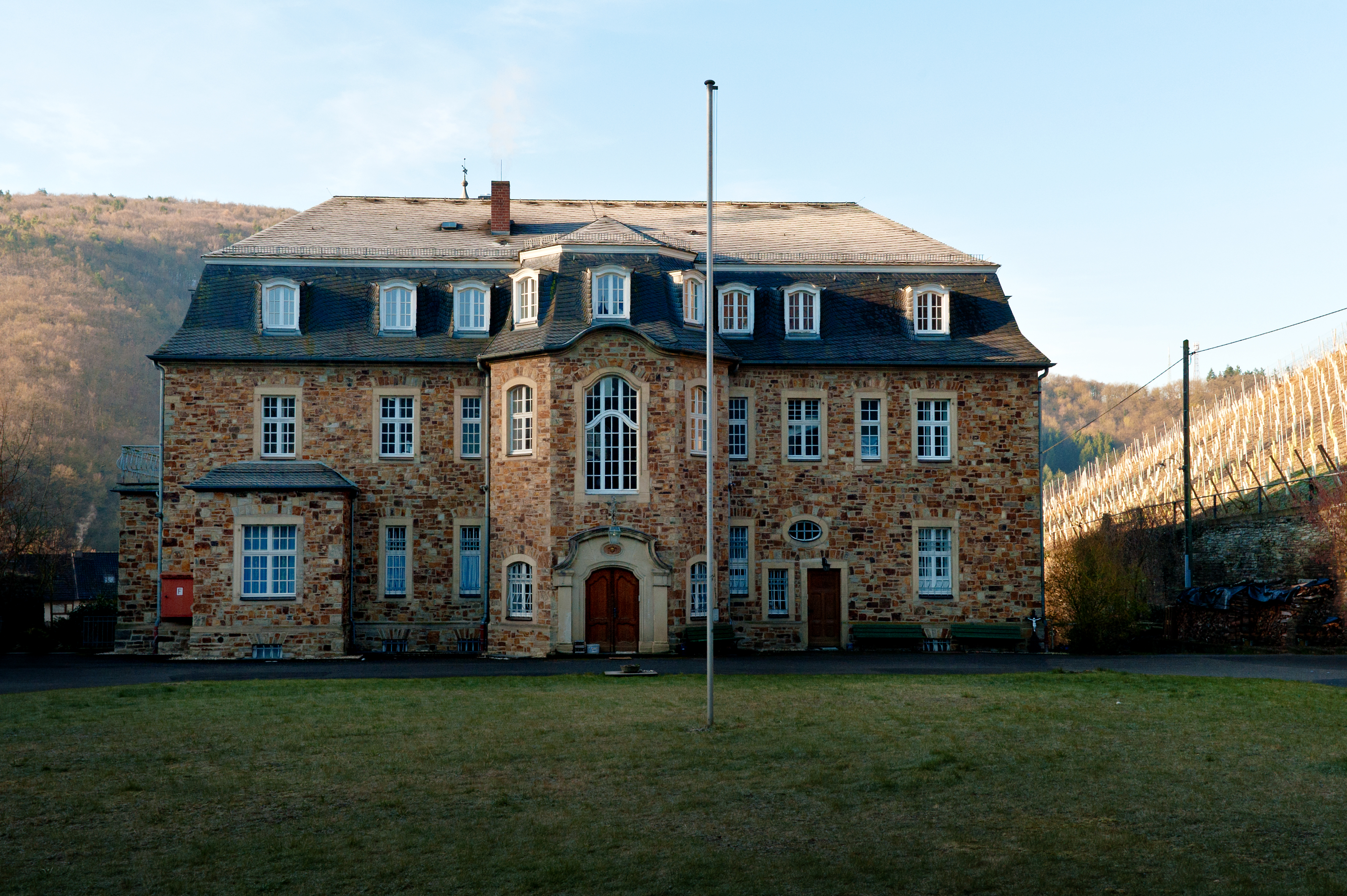
Das 1910 errichtete Herrenhaus

Während des 19. Jahrhunderts wechselten die Eigentümer der Klosterruine mehrfach. 1910 ließ ein Besitzer im Terrassengarten ein Herrenhaus errichten, das später als Verwaltungsgebäude der Ahrtalbahn diente. Ab 1925 war das ehemalige Kloster eine preußische Staatliche Weinbaudomäne im Weinbaugebiet Ahr, deren Verwaltung in neu errichtete Gebäude einzog. Ab 1952 war es eine Staatliche Weinbaudomäne des Landes Rheinland-Pfalz und der Staatlichen Lehr- und Versuchsanstalt in Ahrweiler angeschlossen. 2004 verkaufte das Land das Anwesen und die Weinberge an vier Winzerunternehmen aus der Region, die gemeinsam das Weingut Kloster Marienthal mit 4,5 Hektar Rebflächen betreiben.